# Belladonna
Belladonna, ameriška porno zvezda, * 21. maj 1981, Biloxi, Mississippi.